# Pittsburg (Texas)
Pittsburg település az Amerikai Egyesült Államok Texas államában, Camp megyében, melynek megyeszékhelye is. Lakosainak száma 4335 fő (2020. április 1.).

## Népesség
A település népességének változása:

| 2010 | 4 497 |
| 2020 | 4 335 |